# Mono (szoftver)
A Mono a Novell (korábban a Ximian) által fejlesztett, .NET mintájára készített szabad forráskódú keretrendszer. Fő programozási nyelve a C#, de ezenkívül rengeteg más nyelv is használható vele.
ECMA és ISO szabványokra épülő fejlesztés. Fő iránya a fejlesztésének, hogy elérhető legyen minden jelenleg használt operációs rendszeren. (Jelenleg elérhető: Microsoft Windowson, Linuxon, BSD-n, OSX-en, UNIX-on)

## Története
Miguel de Icaza készítette el az első működőképes fordítót, így őt tekinthetjük a Mono szülőjének. Mai napig részt vesz a tervezésében, fejlesztésében. Kezdetben a Ximiannál készült a rendszer, majd a Novell felvásárolta a céget, így lépett elő fő támogatójává.
2001. július 19-én bejelentették, hogy a rendszert nyílt forráskódú projektként fejlesztik tovább.
Majdnem 3 évvel később, 2004. június 30-án megjelent a Mono 1.0 verziója.
2008. október 6-án bejelentették a 2.0 verziót.
A jelenlegi legfrissebb stabil verzió a 2.4, 2009. március 30-án jelent meg.

## Működése
A Mono programok úgynevezett bájtkódban vannak tárolva.
A Mono futásidejű fordítót használ, mellyel a program futása közben készíti el a processzor számára „érthető” bináris kódot.